# 太和站 (香港)
太和站（英語：Tai Wo Station）是一個位於香港新界大埔區太和邨，屬於港鐵東鐵綫的鐵路車站，是前九廣鐵路少數以及東鐵綫唯一建於公共屋邨內及以公共屋邨命名的車站，車站於1989年5月9日啟用。

## 車站構造
太和站是一個建築在堤坡上的車站，為免太和邨居民受嘈音滋擾，車站則以一道隔音屏障覆蓋。

### 樓層
| L4                | 行人天橋 | B出口、客務中心 |   |  |
| L2                | 大堂     | A出口、客務中心、商店、自助服務、洗手間 |   |  |
| L2                | 月台     | \| 大堂 \| \| \| \| \| \| 側式 · 開左邊车门 \| \| \| \| \| \| \| \| 東鐵綫往羅湖及落馬洲（粉嶺） \| 1 \| \| \| \| 2 \| 東鐵綫往金鐘（大埔墟） \| \| \| \| 側式 · 開左邊车门 \| \| \| \| \| |   |  |
| 大堂              |          | |   |  |
| 側式 · 開左邊车门 |          | |   |  |
|                   |          | 東鐵綫往羅湖及落馬洲（粉嶺） | 1 |  |
|                   | 2        | 東鐵綫往金鐘（大埔墟） |   |  |
| 側式 · 開左邊车门 |          | |   |  |

### 大堂及車站行人天橋
太和站大堂位於1號月台旁。而於車站興建時，大堂原屬太和邨商場（今太和廣場）的一部分，但直到2009年翻新時由商場的管理公司領展安裝玻璃門分隔，另外乘客往返大堂及2號月台（往金鐘）須使用月台上方的行人天橋。
目前太和站大堂設有便利店、麵包糕餅店、零食專賣店等4間商店，以及自動櫃員機。
- 車站大堂（2022年4月）
- 大堂連接付費區內行人天橋的扶手電梯（2024年9月）
- 車站商店（2023年6月）
- 大堂付費區內設有洗手間（2023年6月）
- 連接兩個月台的付費區行人天橋（2022年4月）

### 月台
太和站設有兩個側式月台，並已裝設月台閘門。另外月台西面為彎路段，因此該處空隙較大。
- 1號月台（2024年9月）
- 2號月台（2024年9月）
- 已被玻璃欄杆封閉的已停用月台候車範圍（2024年9月）

### 出入口
太和站設有兩個連接太和廣場的出入口，亦為所有出入口均連接商場的車站之一（另外一個為馬鞍山站）。而當中A出口位於車站大堂，並連接太和廣場二期；而B出口則設於往返大堂及2號月台的行人天橋上，由於B出口位於狹小的行人天橋上，因此B出口僅設有票務設施及小型客務中心。
|                                                 |          | |      |
| 編號                                            | 指示     | 建議前往的目的地 | 圖片 |
| 大堂                                            |          | |      |
| 出口 · A · 盲道标志 · 同层                      | 太和廣場 | 神召會康樂中學、佛教長霞淨院、佛教大光中學、太和站巴士總站、綠在大埔墟、香港職工會聯盟培訓中心、香港鐵路博物館、錦石新村、文武二帝廟、帝欣苑、寶鄉邨、寶雅苑、大光德萃書院、太平工業園、大埔社區中心、大埔花園、大埔超級城、大埔頭水圍村、太和廣場、太和體育館、太和邨 |      |
| 行人天橋                                        |          | |      |
| 出口 · B · 盲道标志 · 升降机标志 · 扶手电梯标志 | 太和邨   | 美豐花園、佛教大光慈航中學、迦密聖道中學、八號花園、翠林閣、昌運中心、富善花園、富萊花園、綠在大埔墟、綠在太和、翠怡花園、香港職工會聯盟培訓中心、香港婦女中心協會、匯豐智樂遊戲萬象館、翠屏花園、大埔頭敬羅家塾、菁泉雅居、林村公立黃福鑾紀念學校、寶湖花園、南亞路德會沐恩中學、太湖花園、太湖山莊、大埔藝術中心、大埔中心、大埔文娛中心、大埔政府合署、大埔官立小學、大埔體育館、大埔賽馬會診所、大埔李福林體育館、大埔舊墟遊樂場、大埔舊墟公立學校、大埔三育中學、大埔運動場、大埔游泳池、大埔頭遊樂場、太和中心、太和邨、太和鄰里社區中心、太和廣場、大元邨、香港小童群益會、富·盈門、大埔舊墟天后宮、海寶花園、王少清診所、汀雅苑、梁省德學校 |      |
| 註： 設有 \| 設有 \| 設於同一層 \| 設有扶手電梯 |          | |      |

## 歷史

### 興建車站

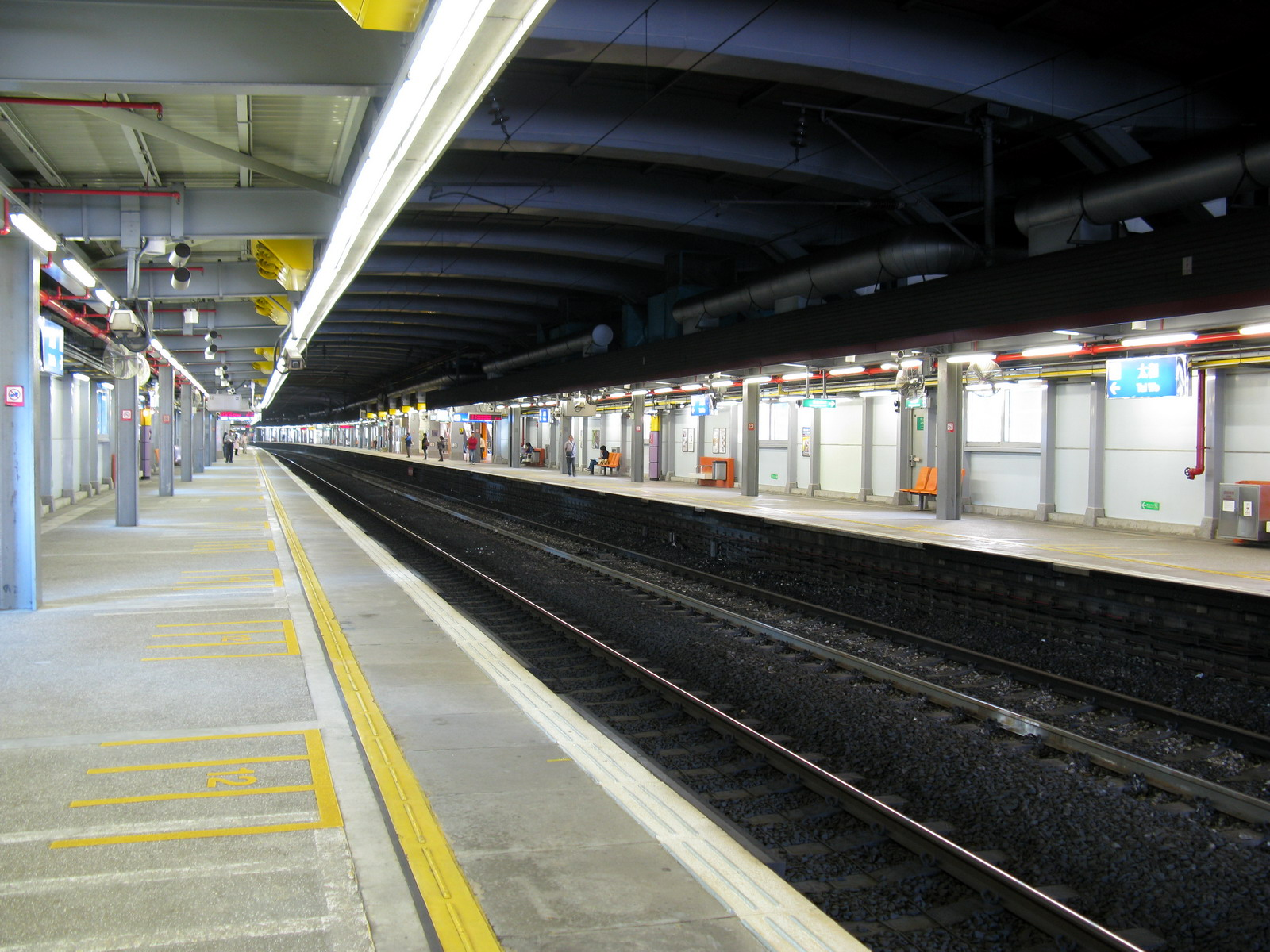
翻新前的月台（2007年11月）

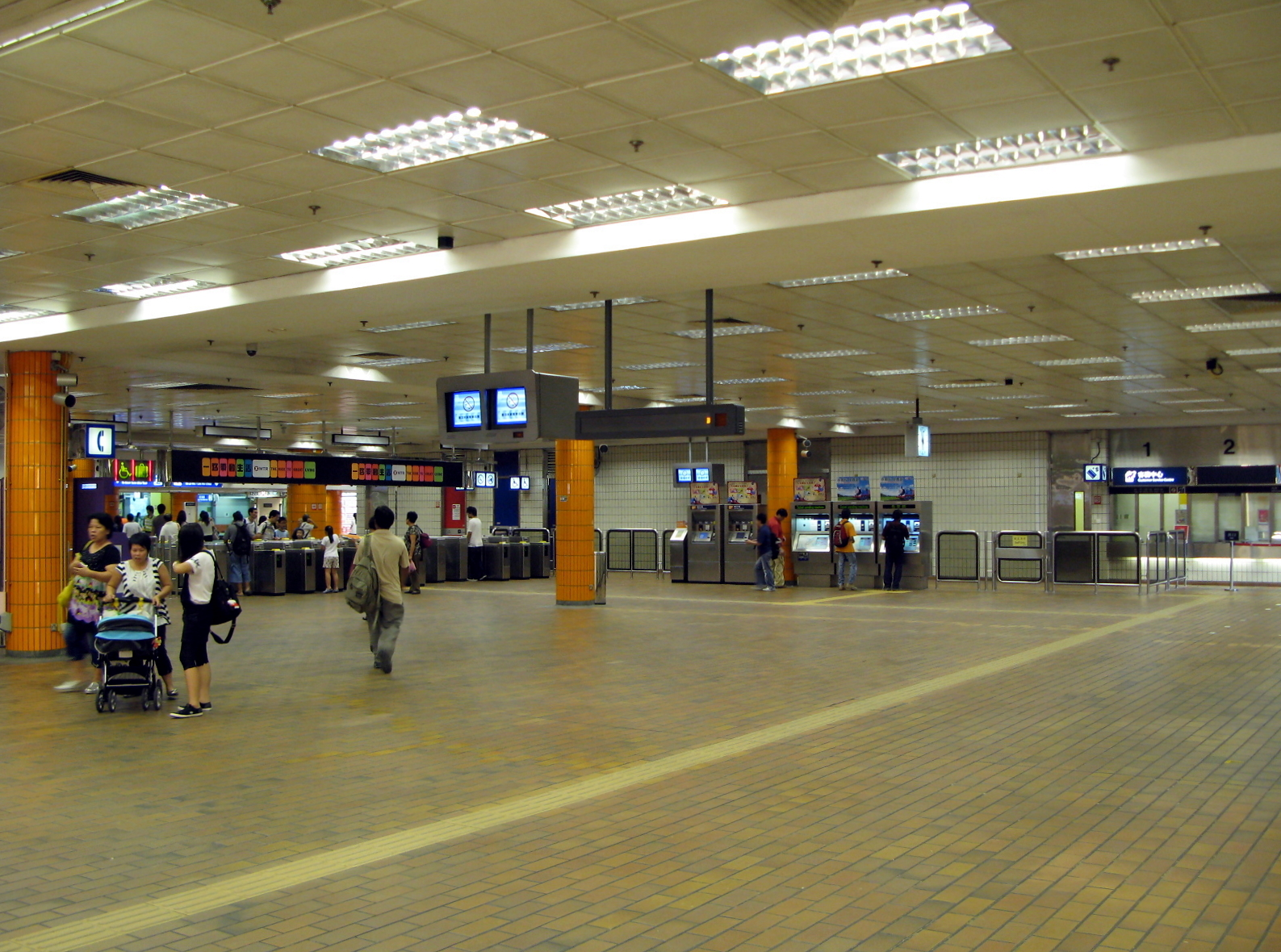
翻新前的大堂（2008年8月）

早於1981年，九廣鐵路局已計劃是否在將來新落成的太和邨中加建一個車站，並以電氣化工程落成啟用，但同時也需要與香港房屋委員會研討興建屋邨的佈局才考慮新車站的構思。其後在1985年6月，據九鐵刊物《鐵路之聲》表示，公司董事局決定在既有的路軌加建車站，而該站在規劃時名為大埔北車站，以便居住於該車站周邊一帶的居民使用鐵路往返各區，當時車站計劃於1988年落成。及後車站於1986年8月動工興建，而最終車站於1989年5月9日完工並投入使用以及正式命名為太和站。
1995年2月，B出口完工並投入使用。

### 減少列車聲浪工程

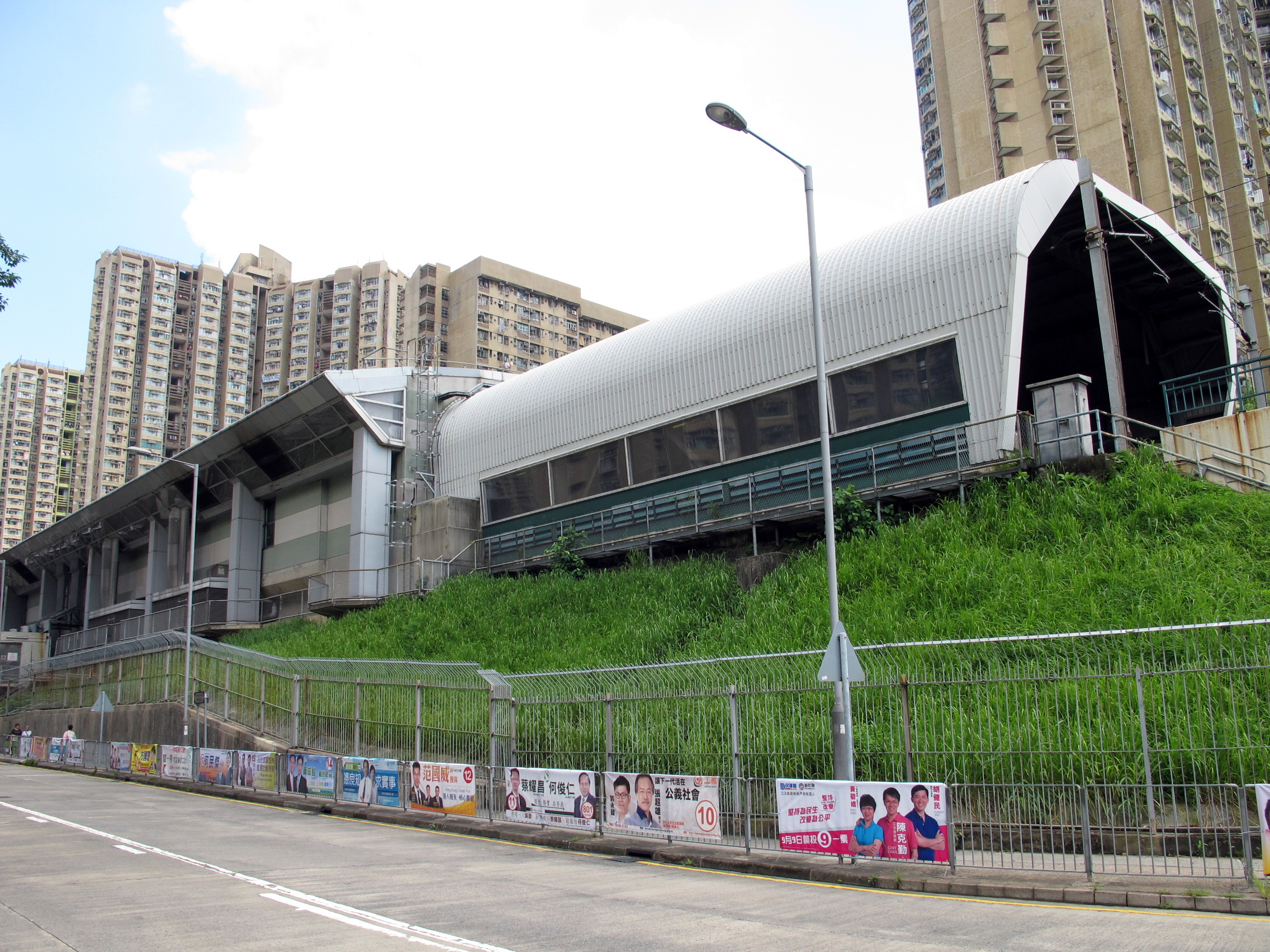
車站外圍設有隔音屏障（2012年8月）

九廣鐵路公司於1993年展開一項為期十年的「減少列車聲浪工程」計劃，為受到列車聲浪影響市民的路段加裝隔音屏障，太和站為九廣鐵路－英段首個加裝隔音屏障的路段。工程將該站改為密封式設計及在外圍加裝隔音屏障，可減少15分貝。工程於1995年5月完成。

### 月台翻新工程

#### 第一次翻新工程
在兩鐵合併後，港鐵為東鐵綫各月台進行較低成本的翻新工程，以遮掩東鐵綫車站月台殘舊的觀感。工程包括重新為各東鐵綫車站配主題色、代表植物，為月台橫樑及支柱塗上月台配色的油漆，貼上印有車站主題植物的圖案、附近建築物、車站名書法字的牆紙，加設直立式站牌、路線圖、指示牌、告示等等。而太和站配色為 泥黃色，主題植物為牡丹花，街景為香港鐵路博物館。

#### 第二次翻新工程
2022年3-5月期間，東鐵綫旺角東站至上水站沿途各站因應過海段通車而進行月台牆身翻新工程。而太和站於2022年4月上旬更換牆紙及換上由區傑棠書寫的新一代站名書法字。

### 疫苗通行證
2022年，因應香港2019冠狀病毒病的疫情升溫，故香港政府於該年2月24日至同年12月28日期間實施「疫苗通行證」，市民於進入指定場所（如商場）時須出示或持有符合特定要求的「疫苗通行證」。然而由於太和站所有出入口均為連接商場，故如果市民前往商場若有特定目的（如取外賣而非停留或購物），或者必須取道商場通道方能上班或回家則可獲豁免，否則須持有有效的「疫苗通行證」及使用「安心出行」。

## 外部連結
- 港鐵公司－太和站街道圖（页面存档备份，存于）
- 港鐵公司－太和站位置圖（页面存档备份，存于）
- 港鐵公司－太和站列車服務時間（页面存档备份，存于）